# Ambrogio Minoja
Ambrogio Minoja (Lodi, 22 d'octubre de 1752 – Milà, 3 d'agost de 1825) fou un compositor italià dels temps del Classicisme i Romanticisme.

## B iografia
Minoja va començar els seus estudis musicals quan tenia catorze anys, adquirint una formació musical addicional del reconegut professor Nicola Sala, a Nàpols. Al seu retorn a Milà des de Roma l'any 1772, on va romandre un curt període, va ser nomenat primer intèrpret de clavicèmbal del teatre, succeint llavors a Giovanni Battista Lampugnani com a director de música. De 1789 a 1809 va ser mestre al cembalo al Teatro alla Scala (1789–1809). Compositor molt estimat, mestre de capella i membre honorari del Conservatori de Música de Milà, va esdevenir inspector d'estudis del conservatori des de 1814 fins a 1824.

## Obres musicals
Minoja va ser un compositor d'òpera i música d'església. Va compondre dues òperes, que es van interpretar amb èxit:
- Tito nelle Gallie (1787)
- Zenobia (1788), una marxa i una simfonia fúnebre sobre la mort del general Hoche, fent-lo rebre aleshores una medalla d'or de mans de Napoleó Bonaparte[3]
- I Divertimenti della Campagna.: quatre quartets[4]

També va compondre una cantata i bon nombre de misses i altres composicions religioses. A més, publicà, Lettere sopra il canto (1812).